# 양정아
양정아(1971년 7월 25일 ~ )는 대한민국의 배우이다.

## 연기 활동

### 드라마
- 1993년 MBC 청춘드라마 《우리들의 천국》
- 1994년 MBC 수목연속극 《야망》
- 1994년 MBC 납량특집드라마 《M》 ... 예지 역
- 1995년 MBC 주간연속극 《종합병원》 ... 오방희 역
- 1995년 MBC 아침드라마 《진실》 ... 하영 역
- 1996년 MBC 미니시리즈 《애인》
- 1996년 SBS 아침드라마 《때로는 타인처럼》 ... 정은 역
- 1998년 MBC 아침드라마 《맏이》 승연 역
- 1999년 KBS2 청소년드라마 《학교 2》 ... 국어교사 나민주 역 (~24회)
- 1999년 SBS 아침드라마 《첼로》 ... 윤수경 역
- 2000년 SBS 아침드라마 《용서》 ... 민지수 역
- 2002년 SBS 미니시리즈 《정》 ... 주지선 역
- 2003년 SBS 주말극장 《백수탈출》 ... 조창미 역
- 2003년 KBS1 일일연속극 《백만송이 장미》 ... 서유경 역
- 2004년 SBS 금요드라마 《아내의 반란》 ... 양필순 역
- 2005년 KBS2 주말연속극 《슬픔이여 안녕》 ... 이희숙 역
- 2006년 KBS2 아침드라마 《아줌마가 간다》 ... 나오님 역
- 2007년 SBS 대하드라마 《왕과 나》 ... 김처선의 생모 오씨 역
- 2008년 KBS2 주말연속극 《엄마가 뿔났다》 ... 경화 역
- 2008년 SBS 주말극장 《유리의 성》 ... 유란 역
- 2009년 KBS2 미니시리즈 《결혼 못하는 남자》 ... 윤기란 역
- 2011년 KBS2 미니시리즈 《로맨스 타운》 ... 서윤주 역
- 2012년 KBS2 주말연속극 《넝쿨째 굴러온 당신》 ... 방일숙 역
- 2015년 MBC 주말특별기획 《여왕의 꽃》 ... 정희연 역
- 2015년 KBS2 미니시리즈 《장사의 신 - 객주 2015》 ... 방금이 역
- 2017년 SBS 주말특별기획 《언니는 살아있다》 ... 이계화 역
- 2019년 MBC 일일드라마 《용왕님 보우하사》 ... 청이의 생모 역 (특별출연)
- 2019년 SBS 아침연속극 《수상한 장모》 ... 오애리 역
- 2022년 tvN 수목드라마 《월수금화목토》 … 최란희 역
- 2024년 MBC 일일드라마 《용감무쌍 용수정》 ... 이영애 역

### 예능
- 2008년~2010년 SBS 《일요일이 좋다－골드미스가 간다》
- 2014년~ SBS 《좋은 아침》
- 2020년 MBC 《복면가왕》 참가자 파란 휴지
- 2024년 SBS 미운 우리 새끼

### 영화
- 2008년 《아내가 결혼했다》 ... 노덕주 역(특별출연)
- 2011년 《적과의 동침》 ... 수원댁 역

### 광고
- 현대자동차 그레이스
- 빈폴
- 프로스펙스
- 옴파로스
- 롯데웰푸드 쌀로별
- 선일금고 루셀
- (주) 평화발렌키 - 발렌키 (아웃도어의 중심 OUT DOOR)

## 수상
- 2009년 SBS 방송연예대상 프로듀서 TV스타상[1]
- 2008년 SBS 방송연예대상 예능신인상[2]
- 2007년 코리아드라마페스티벌 특별상(아줌마가 간다)[3]

## 경력
- 1990년 미스코리아 서울 대표[4]

## 홍보대사
- 2010년 3월 용인세무서 홍보대사[5]
- 2010년 7월 경기지방경찰청 아동안전 홍보대사[6]